# Brodek
Brodek (prononciation : [ˈbrɔdɛk]) est un village polonais de la gmina de Wyśmierzyce dans le powiat de Białobrzegi de la voïvodie de Mazovie dans le centre-est de la Pologne.
Il se situe à environ 5 kilomètres au sud de Wyśmierzyce (siège de la gmina), 11 kilomètres au sud-ouest de Białobrzegi (siège du powiat) et à 71 kilomètres au sud de Varsovie (capitale de la Pologne).
Le village possède approximativement une population de 30 habitants.

## Histoire
De 1975 à 1998, le village appartenait administrativement à la voïvodie de Radom.